# Brzeg Dolny (gromada 1960–1972)
Brzeg Dolny – dawna gromada, czyli najmniejsza jednostka podziału terytorialnego Polskiej Rzeczypospolitej Ludowej w latach 1954–1972.
Gromady, z gromadzkimi radami narodowymi (GRN) jako organami władzy najniższego stopnia na wsi, funkcjonowały od reformy reorganizującej administrację wiejską przeprowadzonej jesienią 1954 do momentu ich zniesienia z dniem 1 stycznia 1973, tym samym wypierając organizację gminną w latach 1954–1972.
Gromadę Brzeg Dolny z siedzibą GRN w mieście Brzegu Dolnym (nie wchodzącym w skład gromady) utworzono 1 stycznia 1960 w powiecie wołowskim w woj. wrocławskim z obszarów zniesionych gromad Radecz i Jodłowice w tymże powiecie. Dla gromady ustalono 23 członków gromadzkiej rady narodowej.
31 grudnia 1961 do gromady Brzeg Dolny włączono obszar zniesionej gromady Pogalewo Wielkie w tymże powiecie.
Gromada przetrwała do końca 1972 roku, czyli do kolejnej reformy gminnej. 1 stycznia 1973 w powiecie wołowskim reaktywowano zniesioną w 1954 roku gminę Brzeg Dolny.